# بيتر راسموسن (لاعب كرة الريشة)
بيتر راسموسن (بالدنماركية: Peter Rasmussen)‏ هو لاعب كرة الريشة دنماركي، ولد في 2 أغسطس 1974 في كوبنهاغن في الدنمارك.

## وصلات خارجية
- بيتر راسموسن على موقع BWF.tournamentsoftware.com (الإنجليزية)
- بيتر راسموسن على موقع BWFbadminton.com (الإنجليزية)